# Gadolinit
Gadolinit, Y2FeBe2Si2O10, är ett silikatmineral som huvudsakligen består av silikater av cerium, lantan, neodym, yttrium, järn och beryllium och som innehåller relativt höga halter av sällsynta jordartsmetaller, samt spår av torium och uran. Det kallas gadolinit-(Ce) eller gadolinit-(Y), beroende på det framträdande sammansättningselementet (Y om yttrium dominerar och Ce om cerium). Den kan innehålla 35,5 procent yttria undergrupp sällsynta jordartsmetaller, 2,2 procent ceriumjordar, så mycket som upp till 11,6 procent BeO och spår av torium. Det finns i Sverige, Norge och USA (Texas och Colorado).

## Egenskaper
Gadolinit förekommer vanligtvis som kristaller. Den är nästan svart till färgen och har en glasaktig lyster. Hårdheten är mellan 6,5 och 7 på Mohs-skalan, och den specifika vikten är mellan 4,0 och 4,7. Den spricker i ett konkoidalt mönster och grågrön streckfärg. Det ansågs också uppvisa pyrognomiska egenskaper, eftersom det kan avge synligt ljus när det värms upp till relativt låga temperaturer, men vetenskaplig konsensus är att detta är produkten av termoluminescens.
En del gadoliniter är anisotropa, men de flesta är dock isotropa. Genom upphettning överföres under förglimning den isotropa modifikationen i en anisotrop, samtidigt ökas den egna vikten från 4,26 till 4,42. Gadolinitens kristallstruktur är monoklin och mineralet är isomorft med mineralerna euklas, datolit och homilit.

## Namn och upptäckt
Mineralet upptäcktes av Carl Axel Arrhenius 1788 vid Ytterby gruva, ett fältspatsbrott, och är uppkallat efter den finländske mineralogen Johan Gadolin, som först isolerade en oxid av det sällsynta jordartsmetallen yttrium från mineralet 1792. Gadolinit kan också på grund av fyndorten gå under namnen ytterbit eller ytterit. 
När gadolinitmalmen gradvis analyserades, fick återstoden först etiketten ceria, sedan lantana, och därefter yttria, erbia och terbia. I ordning efter upptäcktsdatum inkluderar listan över grundämnen cerium, lantan, erbium, terbium, yttrium, ytterbium, holmium, tulium, skandium, praseodym, neodym och dysprosium. Flera av dessa nya grundämnen upptäcktes eller isolerades av Carl Gustaf Mosander på 1830- och 1840-talen.

## Förekomst
Gadoliniten förekommer antingen därb, i form av svarta, större eller mindre rundade körtlar, eller i otydliga kristaller, inväxta i fältspat och kvarts, dock sällan i kristalldruser. 

## Användning
Gadolinit och euxenit är ganska rikligt förekommande och är framtida källor för yttriums undergrupp av sällsynta jordartsmetaller. För närvarande utvinns dessa grundämnen från monazitkoncentrat (efter utvinning av metaller från undergruppsmetaller).